# Regüelta

Lábaro càntabre, bandera utilitzada pel nacionalisme càntabre en actes i manifestacions.

Regüelta és una organització juvenil que defensa l'autodeterminació de Cantàbria com a Estat socialista. Va ser fundada l'1 de maig de 1998 per joves d'esquerres procedents de cercles antifeixistes i dels col·lectius de joves comunistes.

## L'organització
Regüelta es considera un moviment socialista. Consideren que lluiten pel socialisme perquè lluiten per la justícia social, l'internacionalisme i la solidaritat, els drets col·lectius -i aquests com a garantia de les llibertats individuals- l'emancipació sexual i de gènere, l'ecologisme i el control i gestió popular i democràtica de la terra i els mitjans de producció. Asseguren que volen construir un món millor, sense classes ni explotats, sense xenofòbia, racisme, patriarcalisme ni discriminació de cap tipus; i que lluiten per un desenvolupament integral sota una direcció popular que tingui en el benestar social, econòmic i ecològic dels pobles els punts fonamentals del seu programa d'actuació.

## Funcionament
El funcionament de l'organització és assembleari, és a dir, mancat de jerarquies, no pertany a cap partit polític i s'organitza per assemblees comarcals disperses por tota Cantàbria, agrupades en l'Assemblea Nacional.

## Relacions amb altres col·lectius
Regüelta mantié relacions amb altres col·lectius independentistes de l'Estat Espanyol, com els asturians Darréu, amb els quals va col·laborar en el Día de la Mocedá Revolucionario de 2006.
Es pot considerar Regüelta com una organització d'extrema esquerra, de similar ideologia als catalans Maulets o als andalusos Jaleo!!!.